# Николайшвили, Георгий Окропирович
Георгий Окропирович Николайшвили, другой вариант отчества — Окропович (1900, Кутаиси, Кутаисская губерния, Российская империя — январь 1985, Кутаиси, Грузинская ССР) — главный агроном отдела сельского хозяйства Кутаисского района, Грузинская ССР. Герой Социалистического Труда (1950).

## Биография
Родился в 1900 году в Кутаиси. Окончил Тифлисский политехнический институт, после которого трудился участковым агрономом в Цулукидзевском районе, агрономом МТС в Цхалтубском районе, в отделе сельского хозяйства Кутаисского района.
В послевоенное время назначен главным агрономом отдела сельского хозяйства Кутаисского района. В 1949 году обеспечил перевыполнение в целом по району планового сбора урожая сортового зелёного чайного листа на 84,1 %. Указом Президиума Верховного Совета СССР от 25 ноября 1950 года удостоен звания Героя Социалистического Труда за «получение высоких урожаев сортового зелёного чайного листа и винограда в 1949 году» с вручением ордена Ленина и золотой медали «Серп и Молот» (№ 5778).
Этим же Указом званием Героя Социалистического Труда были награждены первый секретарь Кутаисского райкома партии Леван Николаевич Габриадзе, председатель Кутаисского райисполкома Лаврентий Ражденович Маглаперидзе и заведующий районным сельскохозяйственным отделом Мелентий Семёнович Иаманидзе.
Избирался депутатом Цхалтубского и Кутаисского районных Советов депутатов трудящихся.
После выхода на пенсию проживал в Кутаиси. С 1971 года — персональный пенсионер союзного значения. Умер в мае 1985 года.
Награды
- Герой Социалистического Труда
- Орден Ленина
- Медаль «За трудовую доблесть» (02.04.1966)
- Заслуженный работник сельского хозяйства Грузинской ССР.